# Kepler-11g
Kepler- 11g és un exoplaneta descobert en l'òrbita de l'estel de tipus solar Kepler-11 per la nau espacial Kepler, a NASA satèl·lit que s'encarrega de la cerca de planetes terrestres. Kepler- 11g és el més exterior dels sis planetes que orbitan al voltant de l'estel. Les òrbites de planetes a una distància que és gairebé la meitat de la distància mitjana entre la Terra i el Sol. Es completa una òrbita cada 118 dies, situant-se a una distància que és molt més lluny del seu estel de cinc planetes interiors del sistema. S'estima que té un radi que és quatre vegades més gran que la Terra, és a dir, aproximadament la grandària de Neptú. Distància de Kepler-11g dels planetes interiors fet la seva confirmació més difícil que la dels planetes interiors, ja que els científics van haver de treballar per refutar de manera exhaustiva totes les alternatives raonables abans es va poder confirmar Kepler-11g. El descobriment del planeta, juntament amb la dels altres planetes de Kepler-11, es va anunciar el 2 de febrer de 2011. Segons la NASA, els planetes de Kepler-11 formen el sistema més pla i més compacte mai descobert.

## Nom i descobriment
Igual que amb tots els exoplanetes, de Kepler-11, Kepler-11g va ser anunciat al mateix temps que els altres cinc planetes en el sistema, els seus noms estan ordenats per la seva distància a l'estrella mare, per la qual cosa, en ser Kepler-11g el sisé planeta a partir de Kepler-11, i se li va donar el designació "g". Kepler-11 va ser nomenat pel telescopi espacial Kepler, de la NASA que es troba orbitando a la Terra a la caça de planetes com a similars al nostre en una petita zona del cel entre les constel·lacions de Cygnus i Lyra mitjançant l'observació de planetes que transiten o creuen per davant dels seus estels. El trànsit fa atenuar una mica i de forma regular la lluentor de l'estel, un fenomen que nota el satèl·lit Kepler i que observacions posteriors refutan, descobrint així l'existència d'un cos planetari. Kepler-11d va ser nomenat, tenint en compte la designació KOI-157, d'objectes d'interès Kepler.
Observacions de seguiment es van dur a terme des del telescopi Hali i el telescopi Shane a Califòrnia, el telescopi I de l'Observatori W. M. Keck en Hawái, els telescopis del WIYN, Whipple, i els observatoris de MMT a Arizona, el telescopi Hobby-Eberly i el telescopi Harlan J. Smith de l'oest de Texas. A més, el telescopi Espacial Spitzer va ser utilitzat. Kepler-11b, juntament amb els seus cinc planetes germans, es van donar a conèixer al públic el 2 de febrer de 2011. El seu descobriment va ser publicat en la revista Nature l'endemà. La llunyania d'aquest planeta pel que fa al seu estel va fer especialment difícil la seva observació, postulant una possibilitat del 0,18 % que en realitat fos un fals positiu, un error en les dades a causa d'una eclipsi d'estel binari.

## Kepler-11 i sistema planetari
Kepler-11 és un estel de tipus G, a la constel·lació del Cigne. Amb una massa de 0,95 masses solars, un radi de 1,1 radis solars, una metal·licitat de 0 i una temperatura efectiva de 5680 K, Kepler-11 està prop de la massa (95%), radi (110%), i el contingut de ferro del Sol. S'ha observat que la metal·licitat té un paper important per determinar el tipus de planeta que es forma en un estel. Estels rics en núvols de metalls tendeixen a crear nuclis planetaris per agregar a una grandària prominent, mentre que per la gravetat sotmet als gasos primordials encara existeixen en el sistema formant-se en aquestes condicions els gegants gasosos. També és lleugerament més freda que el Sol. No obstant això, se li estima una edat de vuit (± dos) milions d'anys, molt més antiga que el Sol. Kepler-11 és l'amfitrió d'altres cinc planetes diferents de Kepler-11d: Kepler-11b, Kepler-11c, Kepler-11e, Kepler-11f, i Kepler-11g. Els primers cinc planetes en el sistema tenen òrbites que, en conjunt podria cabre en l'òrbita del planeta Mercuri, mentre que Kepler-11g orbita a una distància considerablement major en relació amb les òrbites dels seus companys interns. A una distància de 613 parsecs, Kepler-11d té una magnitud aparent de 14,2. Per tant, no és visible a simple vista.Kepler-11 és un estel de tipus G, a la constel·lació del Cigne. Amb una massa de 0,95 masses solars, un radi de 1,1 radis solars, una metal·licitat de 0 i una temperatura efectiva de 5.680 K, Kepler-11 està prop de la massa (95 %), ràdio (110 %), i el contingut de ferro del Sol. S'ha observat que la metal·licitat té un paper important per determinar el tipus de planeta que es forma en un estel. Estels rics en núvols de metalls tendeixen a crear nuclis planetaris per agregar a una grandària prominent, mentre que per la gravetat sotmet als gasos primordials encara existeixen en el sistema formant-se en aquestes condicions els gegants gasosos. També és lleugerament més freda que el Sol. No obstant això, se li estima una edat de vuit (± dues) milions d'anys, molt més antiga que el Sol. Kepler-11 és l'amfitrió d'altres cinc planetes diferents, Kepler-11d, Kepler-11b, Kepler-11c, Kepler-11e, Kepler-11f, i Kepler-11g. Els primers cinc planetes en el sistema tenen òrbites que, en conjunt podria cabre en l'òrbita del planeta Mercuri, mentre que Kepler-11g orbita a una distància considerablement major en relació amb les òrbites dels seus companys interns. A una distància de 613 parsecs, Kepler-11d té una magnitud aparent de 14,2. Per tant, no és visible a ull nu.
La presència de grans quantitats d'hidrogen i heli en Kepler-11d, Kepler-11e, i Kepler-11f suggereixen que aquests planetes es van formar en els primers milions d'anys d'existència del sistema, quan el gas va ser capturat pel disc protoplanetari de formació.
Kepler-11g, el sisè planeta de sis del seu estel, s'estima en un màxim de 0,95 vegades la massa de Júpiter, o 300 vegades la de la Terra La seva massa exacta no es pot determinar perquè mentre que es van utilitzar les interaccions gravitacionals de cinc planetes interiors de Kepler-11 per determinar les seves masses, comparativament gran distància de Kepler-11g va impedir que afecti, o ser afectat per, els altres cinc planetes. Com a resultat, només un límit superior es pot col·locar en la massa, que es basa en la suposició que si fora per sobre d'aquest límit, es van observar efectes gravitacionals sobre els altres planetes. La seva ràdio s'estima en 3,66 vegades la de Terra, sobre la grandària de Neptú. Kepler-11g té una superfície estimada temperatura d'equilibri de 400 K, més de 1,5 vegades la de la temperatura d'equilibri de la Terra. Kepler-11g orbita Kepler-11 cada 118,37774 dies (més de 2,5 vegades la del cinquè planeta de Kepler-11, Kepler-11f) a una distància de 0.462 ua, gairebé la meitat de la distància des de la qual Terra gira al voltant del Sol. La seva excentricitat és desconegut. En comparació, el planeta Mercuri òrbites del Sol cada 87,97 dies a una distància de 0,387 ua. Amb un inclinació orbital de 89,8°, Kepler-11g es veu gairebé de cant pel que fa a la Terra.

## Característiques
La presència de grans quantitats d'hidrogen i heli en Kepler-11d, Kepler-11e, i Kepler-11f suggereixen que aquests planetes es van formar en els primers milions d'anys d'existència de sistema, quan el gas va ser capturat pel disc protoplanetari de formació
Kepler-11g, el sisè planeta de sis de la seva estrella, s'estima en un màxim de 0,95 vegades la massa de Júpiter, a 6 o 300 vegades la de la Terra la seva massa exacta no es pot determinar perquè mentre que es van utilitzar les interaccions gravitacionals de cinc planetes interiors de Kepler-11 per determinar les seves masses, comparativament gran distància de Kepler-11g va impedir que afecte, o ser afectat per, els altres cinc planetes.
Com a resultat, només un límit superior es pot col·locar en la massa, que es basa en la suposició que si fos per sobre d'aquest límit, es van observar efectes gravitacionals sobre els altres planetes. El seua radi s'estima en 3,66 vegades la de Terra, sobre la mida de Neptú. Kepler-11g té una superfície estimada temperatura d'equilibri de 400 K, més de 1,5 vegades la de la temperatura d'equilibri de la Terra. Kepler-11g orbita Kepler-11 cada 118,37774 dies (més de 2,5 vegades la de la cinquena planeta de Kepler-11, Kepler-11f) a una distància de 0.462 ua, gairebé la meitat de la distància des de la qual Terra gira al voltant del Sol. la seva excentricitat és desconegut. En comparació, el planeta Mercuri òrbites el Sol cada 87,97 dies a una distància de 0,387 ua. Amb un inclinació orbital de 89,8 °, Kepler-11g es veu gairebé de cant que fa a la Tierra.